# Partido Chondoista Chongu
O Partido Cheondoista Chongu é um partido popular da Coreia do Norte de espectro esquerdista e religioso fundado em 8 de fevereiro de 1946 por um grupo de seguidores do chondoísmo; apesar de ter sido fundado por uma frente popular, o partido teve como líder principal Kim Tarhyon.
Ao longo de seu período como influenciador político na Coreia do Norte, o partido tornou-se cada vez mais volátil e nos dias de hoje sofre grande influencia do Partido dos Trabalhadores. Atualmente faz parte da Frente Democrática pela Reunificação da Pátria e conta com 22 integrantes na Assembleia Popular Suprema.